# Pomacentrus geminospilus
Pomacentrus geminospilus är en fiskart som beskrevs av Allen, 1993. Pomacentrus geminospilus ingår i släktet Pomacentrus och familjen Pomacentridae. Inga underarter finns listade i Catalogue of Life.